# Chionomys
Chionomys é um género de roedor da família Cricetidae.

## Espécies
- Chionomys gud (Satunin, 1909)
- Chionomys nivalis (Martins, 1842)
- Chionomys roberti (Thomas, 1906)